# Renault Type CC, Type DJ e Type CE
Le Type CC, DJ e CE sono tre modelli di autovetture d'alta fascia proposte tra il 1911 e il 1914 dalla casa francese Renault.

## Profilo

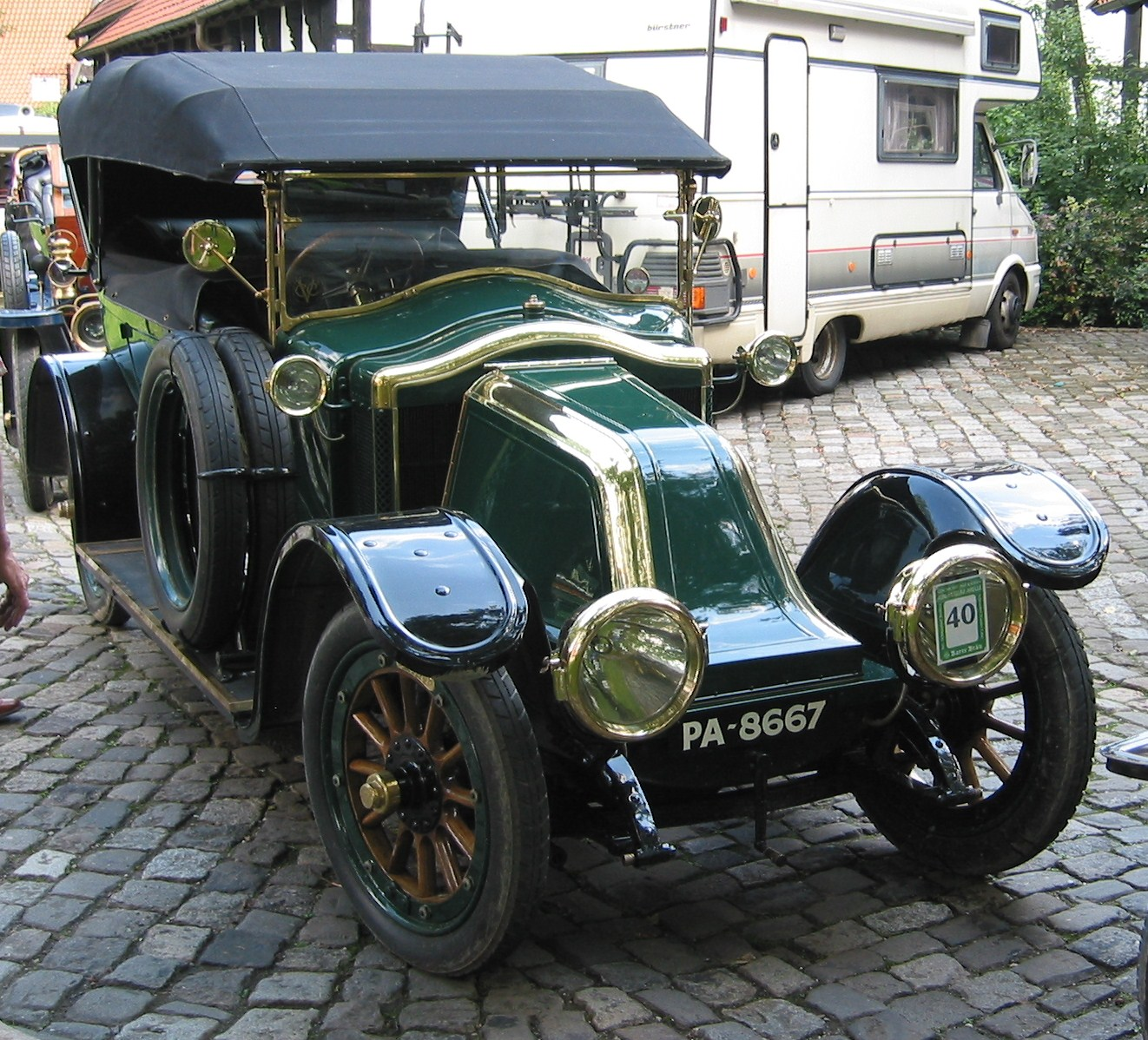
Renault Type CE

Erano questi tre modelli d'alta fascia dei primi anni dieci. Le prime due furono prodotte a partire dal 1911, utilizzavano un telaio di 3,4 metri di interasse ed erano lunghe 4,65 metri e larghe 1,75. Erano equipaggiate da un motore a 4 cilindri da 3560 cm³. Il corpo vettura era una sorta di coupé de ville dotata di un tetto che si prolungava in avanti fino a fornire riparo anche agli occupanti dei posti anteriori. Furono prodotte fino al 1914.
Nel frattempo però fu lanciato anche un modello più esclusivo, denominato Type CE, dotato di una carrozzeria simile a quella delle Type CC e DJ, che utilizzava lo stesso pianale, ma allungato di 8 cm. Anche il corpo vettura risultò più lungo, di circa 10 cm. Cambiava invece il motore, un 4 cilindri da 5020 cm³ di cilindrata. La Type CE fu prodotta tra il 1911 e il 1912 solamente.